# Alfonso Salmerón
Alfonso Nicolás Salmerón (Toledo; 8 de septiembre de 1515 - Nápoles; 13 de febrero de 1585) fue uno de los primeros jesuitas y un erudito de la Biblia.

## Biografía
Alfonso estudió literatura y filosofía en Alcalá de Henares y filosofía y teología en la Sorbona en París. A través de Diego Laínez tomó contacto con San Ignacio de Loyola y junto con Laínez, San Pedro Fabro, Simón Rodrigues, Nicolás de Bobadilla y San Francisco Javier fue uno de los seis primeros compañeros de Ignacio de Loyola en la fundación de la Compañía de Jesús. 
Después de formular votos en 1534, durante la Cuaresma de 1540 los siete compañeros, a los que se habían unido los franceses Claudio Jayo, Juan Coduri y Pascasio Broët, fueron a Roma, donde el Papa les concedió dispensa para recibir las sagradas órdenes en cuanto llegaran a la edad canónica. 
Salmerón se dedicó en la ciudad de Siena a los pobres y a los niños. El 22 de abril de 1541 pronunció sus votos como miembro de la Compañía de Jesús. En el otoño de 1541, Paulo III envió a Salmerón y Broët como nuncios apostólicos a Irlanda. 

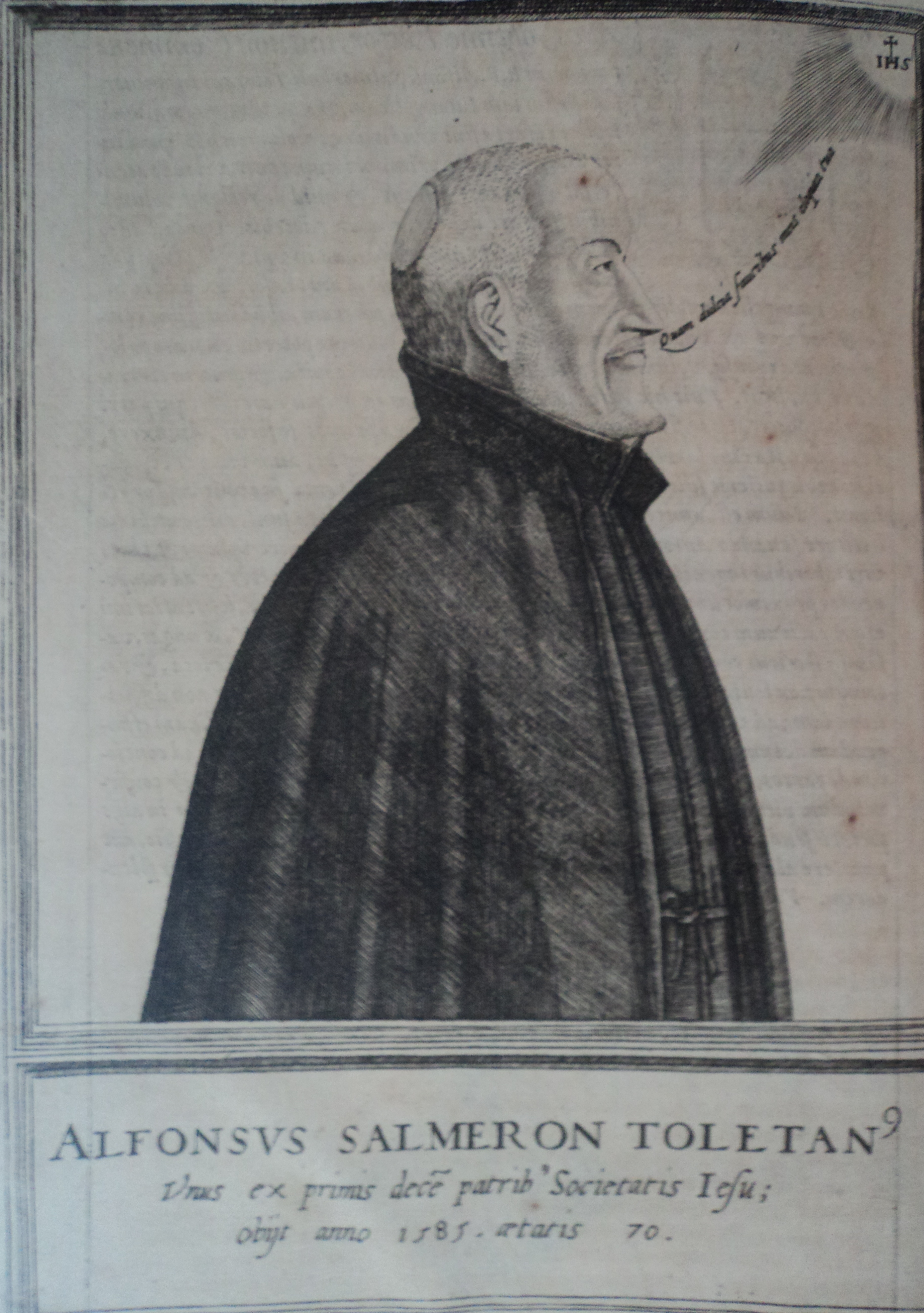
Retrato de Alfonso Salmerón con los hábitos de la Compañía de Jesús.

Salmerón y Broët participaron en Bolonia en el concilio en 1547. En 1549, se doctoró en la Universidad de Bolonia, siendo invitado por Guillermo IV de Baviera, a dictar cátedra en Ingolstadt. En 1550 al morir el duque Guillermo, regresó a Verona. 
En 1551 fue enviado a Nápoles para inaugurar allí el primer colegio de la compañía, el Colegio del Nombre de Jesús.
Al tiempo es enviado al Concilio de Trento como teólogo de Julio III.